# Mord am Weihnachtsabend
Mord am Weihnachtsabend ist ein französischer Kriminalfilm aus dem Jahre 1941. Unter der Regie von Christian-Jaque spielen Harry Baur und Raymond Rouleau die Hauptrollen. Die Geschichte basierte auf einer literarischen Vorlage von Pierre Véry.

## Handlung
Die Geschichte spielt in einem eingeschneiten Ort im französischen Hochsavoyen. Jahr für Jahr verkleidet sich zur Adventszeit der alte Globushersteller „Papa“ Cornusse, Vater einer Tochter namens Catherine, als Weihnachtsmann und erfreut die Kleinen des Dorfes mit seinen phantasievollen und spannenden Geschichten. Während der Weihnachtsnacht spielen sich dieses Jahr in der Gemeinde am Alpenrand unheimliche Dinge ab: erst wird ein Vikar niedergeschlagen und der von ihm bewachte wertvolle Diamant, der Ring des Heiligen Nikolaus, verschwindet spurlos aus der Dorfkapelle. Wenig später geschieht offenbar ein noch viel dramatischeres Verbrechen. Kurz vor der Mitternachtsmesse fährt Papa Cornusse zu seiner Tochter Catherine, die im Schloss des unheimlichen Barons Roland eine Tätigkeit verrichtet. Den Baron, aufgrund seiner mysteriösen Vergangenheit und Weltläufigkeit von den Dorfbewohnern argwöhnisch beäugt, verbindet eine heimliche Liebe zu Catherine, die in ihrer Naivität von einem Ritter in schimmernder Rüstung träumt, der sie zum Traualtar führt.
Die Schwärmerei der fragilen Catherine stößt wiederum auf großes Missfallen bei dem Lehrer Léon Villard, einer unangenehmen und verschlagen wirkenden Type. Mit seinem Heiratsantrag ist er bereits bei Cathérine auf Ablehnung gestoßen. Daher versucht Villard den Baron anzuschwärzen und verbreitet das Gerücht, dieser habe von seinen zahllosen Reisen durch die Welt die Lepra in die Abgeschiedenheit der Savoyen eingeschleppt. Sie sei bereits an seiner rechten Hand ausgebrochen; eben jener rechten Hand, über die Baron Roland stets einen Handschuh trägt. In diese Gemengelage schlägt erst das Verschwinden des kostbaren Diamanten, der jedes Jahr in der Weihnachtskrippe liegt, dann das des Weihnachtsmannes Cornusse wie eine Bombe ein. Als der Weihnachtsmann tot aufgefunden wird, fällt der von Villard geschickt gestreute Verdacht sofort auf den Baron. Doch der Tote im Santa-Claus-Kostüm ist nicht Cornusse.

## Produktionsnotizen
Mord am Weihnachtsabend war der erste Film der im Oktober 1940 in Paris installierten, deutsch-finanzierten und kontrollierten Produktionsfirma Continental Films unter der Leitung des Konzernchefs Alfred Greven. Der Film ging am 17. Februar 1941 vor Ort nahe Chamonix in Produktion und wurde am 16. Oktober 1941 uraufgeführt. In Deutschland lief der Film in einer von dem Dialogregisseur Hans Conradi beaufsichtigten Synchronfassung 1946 an. Die deutsche Fernsehpremiere war am 22. Dezember 1985 im DDR-Fernsehen. Der Kinotitel Mord am Weihnachtsabend wurde bei späteren TV-Ausstrahlungen in Das Verbrechen des Weihnachtsmannes und Mord am Weihnachtsmann umbenannt.
Guy de Gastyne schuf die Filmbauten.
Gedreht wurde in Argentière, Chamonix-Mont-Blanc, Haute Savoie, Frankreich.
Für Renée Faure, die sechs Jahre später den Regisseur Christian-Jaque heiratete, war es das Filmdebüt. Das Paar arbeitete danach noch dreimal in Filmen (Sortilèges/Das Geheimnis der Berghütte 1945, La Chartreuse de Parme/Die Kartause von Parma 1947 und Adorables Créatures/Liebenswerte Frauen? 1952) zusammen, bevor sie sich 1953 wieder scheiden ließen.

## Wissenswertes
In diesen Film wurde nach der Befreiung des Landes 1944/45 viel hineingeheimnist und zahlreiche allegorische Anspielungen auf die nazistische Besetzung und die durch den deutschen Einmarsch 1940 „geraubte französische Unschuld“ gesehen. Hinter diversen Szenen wurden politische Symbolismen vermutet.

## Kritiken
Im Lexikon des Internationalen Films heißt es: „Düster-poetischer Kriminalfilm, der seine Handlung mit wohltuender Ironie aufhellt; inszenatorisch und kameratechnisch hervorragend.“

„Die Poesie, die Sensibilität und das Mysterium, das aus dem Roman von Véry hervorgeht, finden hier einen perfekten Ausdruck.“